# Naum Szopow
Naum Szopow (ur. 27 lipca 1930 w Starej Zagorze, zm. 18 kwietnia 2012 w Sofii) – bułgarski aktor. Ojciec Christo Szopowa.
Współpracował z teatrami w Płowdiwie (1952 – 1958), Burgasie (1967 – 1968), Sofii (1968 – 1975 Teatr Armii, od 1985 Teatr Narodowy). Występował w przedstawieniach: Lubomira Danieła, Kirkora Azariana, Atanasa Szopowa, Konstantina Spasowa, Iwana Dobczewa. Role w dramatach klasycznych (Hamlet i Poloniusz – Hamlet Williama Szekspira, Król – Życie snem Pedro Calderóna, Epichodow – Wiśniowy sad Antona Czechowa, Edgar – Taniec śmierci Augusta Strindberga) i współczesnych (Robespierre – Sprawa Dantona Dagny Przybyszewskiej, Drugi Piotr – Księga carów Michajło Minkowa, Krapp – Ostatnia taśma Krappa Samuela Becketta). Występował w filmie bułgarskim, niekiedy z polskimi aktorami jak np. Beata Tyszkiewicz czy Wojciech Pszoniak.
W 1974 roku wystąpił w filmie Dubliopyt w roli Bojana Panowa.